# Gravity the Seducer
Albums de Ladytron
Velocifero
(2008) Ladytron
(2019)
Gravity the Seducer est le cinquième album studio du groupe britannique d'electropop Ladytron. Il est sorti le 12 septembre 2011 sur le label Nettwerk.
Une version remixée de l'album, Gravity the Seducer Remixed sort le 29 novembre 2013.

## Liste des titres
Toutes les chansons ont été écrites et composées par Ladytron.

### Version originale
| No  | Titre            | Durée |
| --- | ---------------- | ----- |
| 1.  | White Elephant   | 4:15  |
| 2.  | Mirage           | 4:21  |
| 3.  | White Gold       | 5:00  |
| 4.  | Ace of Hz        | 3:36  |
| 5.  | Ritual           | 4:17  |
| 6.  | Moon Palace      | 3:26  |
| 7.  | Altitude Blues   | 3:19  |
| 8.  | Ambulances       | 3:16  |
| 9.  | Melting Ice      | 4:48  |
| 10. | Transparent Days | 4:01  |
| 11. | Ninety Degrees   | 4:34  |
| 12. | Aces High        | 2:54  |

### Gravity the Seducer Remixed
| No  | Titre                                | Durée |
| --- | ------------------------------------ | ----- |
| 1.  | White Elephant (Strange Fruit Remix) | 3:43  |
| 2.  | Mirage (Mixhell Remix)               | 4:49  |
| 3.  | White Gold (Tarsius Remix)           | 6:15  |
| 4.  | Ace of Hz (Punks Jump Up Remix)      | 4:53  |
| 5.  | Ritual (Reset! Remix)                | 4:32  |
| 6.  | Moon Palace (ARIISK Remix)           | 3:23  |
| 7.  | Altitude Blues (Outfit Remix)        | 4:51  |
| 8.  | Ambulances (Gosteffects Remix)       | 4:18  |
| 9.  | Melting Ice (The Chaotic Good Remix) | 5:41  |
| 10. | Transparent Days (SONOIO Remix)      | 4:20  |
| 11. | Ninety Degrees (Somekong Remix)      | 6:17  |
| 12. | Aces High (Ladytron Remix)           | 3:12  |

## Classements hebdomadaires
| Classement (2011)                        | Meilleure place |
| ---------------------------------------- | --------------- |
| États-Unis (Billboard 200)               | 112             |
| États-Unis (Top Dance/Electronic Albums) | 6               |
| Finlande (Suomen virallinen lista)       | 50              |
| Royaume-Uni (UK Albums Chart)            | 72              |